# Castiarina suttoni
Castiarina suttoni es una especie de escarabajo del género Castiarina, familia Buprestidae. Fue descrita científicamente por Carter en 1932.